# Meyer Typ 500
Bei der Schiffsklasse Meyer Typ 500 handelt es sich um eine von der Papenburger Meyer Werft entworfene und von der indonesischen Werft PT PAL (Surabaya) gebaute Reihe von drei Passagierfähren für die staatliche indonesische Fährreederei Pelayaran Nasional Indonesia (PELNI).

## Geschichte
Bereits in den späteren 1950er und frühen 1960er Jahren baute Meyer eine Serie von fünf Kombischiffen für indonesische Rechnung. Anfang der 80er entstand in Papenburg ein Gastanker für Indonesien.
Indonesien, der größte Inselstaat der Welt, besteht aus insgesamt 17.508 Inseln, von denen 6.044 bewohnt sind. Hieraus ergibt sich ein großer Bedarf an sicheren und reibungslos funktionierenden Fährverbindungen für Passagiere und Fracht. Ein wichtiger Verkehrsträger zu Wasser ist die 1952 gegründete staatliche Fährreederei PELNI.
Nach mehreren Fährunglücken in Indonesien beschloss die Regierung 1981, den Fährverkehr zwischen den wichtigsten Inseln zu modernisieren und bei PELNI zu bündeln. Zum wichtigsten Schiffbauer dieses Flottenerneuerungsprograms wurde die Meyer-Werft, welche ab 1983 die Baureihe Typ 2000 und ab 1986 die Baureihe Typ 1000 für PELNI baute. Um auch kleinere  Inseln des Inselstaats anlaufen und somit einen Zubringerverkehr zu den größeren Fähren aufbauen zu können, hatte PELNI Bedarf an kleineren Fähren. In Zusammenarbeit zwischen der Meyer Werft und PT PAL entstand daher der Typ 500 mit einem Fassungsvermögen von rund 500 Passagieren. Der Entwurf entstand in Papenburg bei Meyer, der Bau erfolgte bei PT PAL in Surabaya. Meyer entsandte eine Gruppe von Ingenieuren nach Surabaya, um beim Bau beratend tätig zu sein. Besonders komplexe Bauteile wie beispielsweise die Klimaanlage wurden aus Deutschland zugeliefert.

## Beschreibung
Der Rumpf ist 74,0 m lang und 15,2 m breit. Der maximale Tiefgang beträgt 2,95 m. Die Bruttoraumzahl beträgt 2650 GT. Angetrieben werden die Schiffe von jeweils 2 Dieselmaschinen mit einer Leistung von je 1240 kW. Sie erreichen Spitzengeschwindigkeiten von 14 Knoten. Die Schiffe sind als reine Passagierfähren konzipiert, können also keine rollende Ladung an Bord nehmen.
Die Lüftungs- und Klimaanlagen wurden für das tropische bzw. subtropische Klima Indonesiens ausgelegt. Die gesamte Technik wurde robust, für Dauerbetrieb und einfache Wartung konzipiert, um bei der harten Beanspruchung im täglichen Fährverkehr möglichst kurze Ausfallzeiten zu gewährleisten.
Die Schiffe können bis zu 500 Passagiere transportieren. Sie verfügen über mehrere Klassen. So stehen unterschiedlich große Kabinen zur Verfügung. Daneben gibt es auf  jedem Schiff eine Economy Class, in der in großen Schlafsälen Liegen mit einer Matratzenauflage zur Verfügung stehen. Auf jedem Schiff befindet sich eine kleine Moschee, womit der Bevölkerungsmehrzahl der Menschen muslimischen Glaubens in Indonesien Rechnung getragen wird.
Die Bezeichnung Typ 500 leitet sich von der Passagierkapazität ab.

## Gebaute Einheiten
| Name      | Baujahr |
| --------- | ------- |
| Panggrano | 1996    |
| Sangriang | 1999    |
| Wilis     | 1999    |